# Plagius maghrebinus
Plagius maghrebinus là một loài thực vật có hoa trong họ Cúc. Loài này được Vogt & Greuter mô tả khoa học đầu tiên năm 2003.